# Méthode d'Hermite
 (février 2013).
La méthode d’Hermite, due au mathématicien Charles Hermite, permet de résoudre les équations de degré 5 en utilisant les fonctions elliptiques. La théorie de Galois montre que les équations ne sont pas solubles par radicaux à partir du cinquième degré. Charles Hermite a pu contourner cette difficulté en utilisant une résolution qui ne faisait pas appel à des radicaux et qui, par conséquent, ne venait pas contredire la théorie de Galois.